# Linje 14 (Göteborgs spårvägar)

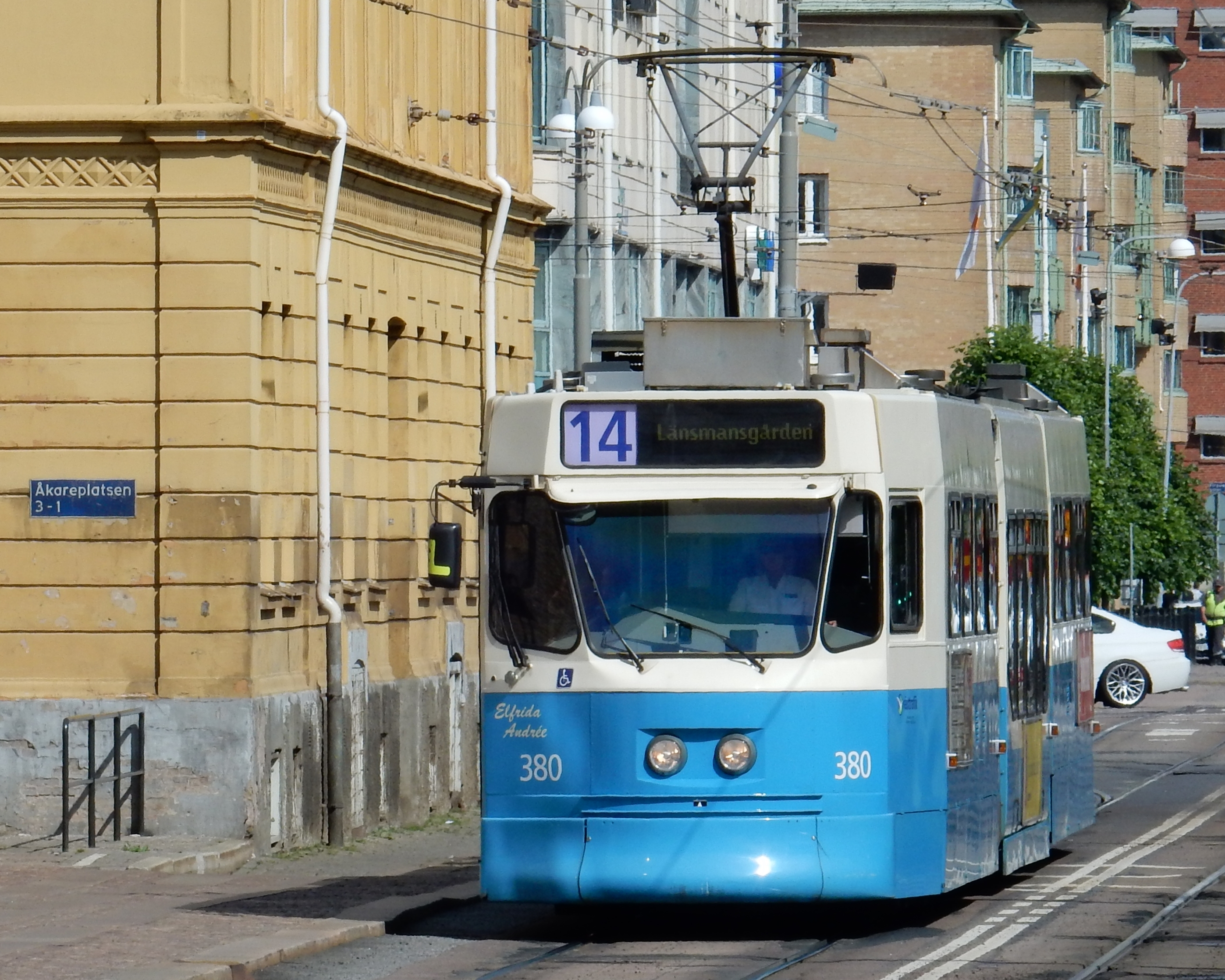
M31-spårvagn nummer 380 på linje 14 ankommer Drottningtorget i juli 2015.

Linje 14 var en spårvagnslinje i Göteborg som funnits som ordinarie linje under tre perioder. 

## Linjehistorik
Den första linje 14 invigdes 1911 och hade vita skyltar med röd text. Den gick sträckan Vasaplatsen - Kapellplatsen. Redan vid jul 1914 lades linjen ner då nya spår hade byggts mellan Vasaplatsen och Grönsakstorget och sträckan kunde byggas ihop med linje 7 från Kviberg.
Den andra linje 14 invigdes i mars 1939 och gick mellan Elisedal och Sannaplan. Vid linjeomläggningen i oktober samma år kortades den av till sträckan Korsvägen - Sannaplan och blev en förstärkningslinje till linje 4. Under den här perioden hade linje 14 blå-gröna skyltar.  Linjen tursattes sista gången under 1944 och anses nedlagd sedan 1945.
Den senaste inkarnationen av spårvagnslinje 14 i Göteborg kom till när spåren i Skånegatan invigdes i september 2003 och symboliserades av en blå etta och fyra på ljuslila bakgrund och skyltades mot dess ändhållplatser Centralstationen, samt Krokslätt. Linje 14 hade nio hållplatser. Linjen lades ner 2006 när linje 2 återkom och tog över sträckan Centralstationen - Krokslätt.

## Tillfälliga linjer
Linje 14 återuppstod dock tillfälligt under sommaren 2015 och förlängdes då till Länsmansgården via Nordstan. Detta på grund av ett spårarbete[källa behövs].
Under sommaren 2020 återuppstod linjen åter igen som en extrainsatt spårvagn. Linjen gick då mellan Mölndal Innerstad och Linnéplatsen mellan 20 juli till 23 juli, för att därefter förlängas till Vagnhallen Majorna till och med 2 augusti.
Linje 14 trafikerades åter igen med start 22 februari 2021 som en åtgärd för att minska trängsel under den rådande coronaviruspandemin. Linjen gick under denna period mellan Kortedala och Hisingen, via centrala stan. Linjen drogs återigen in från och med 29 maj 2021 på grund av "ett spårarbete vid Drottningtorget och att linjen inte kör under sommarmånaderna".
Linjen kom dock tillbaka under augusti 2021 och gick då mellan Tynnered och Marklandsgatan. Linje 14 drogs in efter att spårvagnen M28 drags in.
Under Göteborgsvarvet 2025 återuppstod linjen, fast denna gång som busslinje. Linjen tillsammans med linje 15 förstärkte spårvagnsnätet under dagen och gick Marklandsgatan - Linnéplatsen - Järntorget - Stenpiren. Linje 15 gick Marklandsgatan - Sahlgrenska Huvudentré - Johanneberg - Korsvägen. Vid vissa tider förlängdes även linjerna till Heden.